# کریمر (لوئیزیانا)

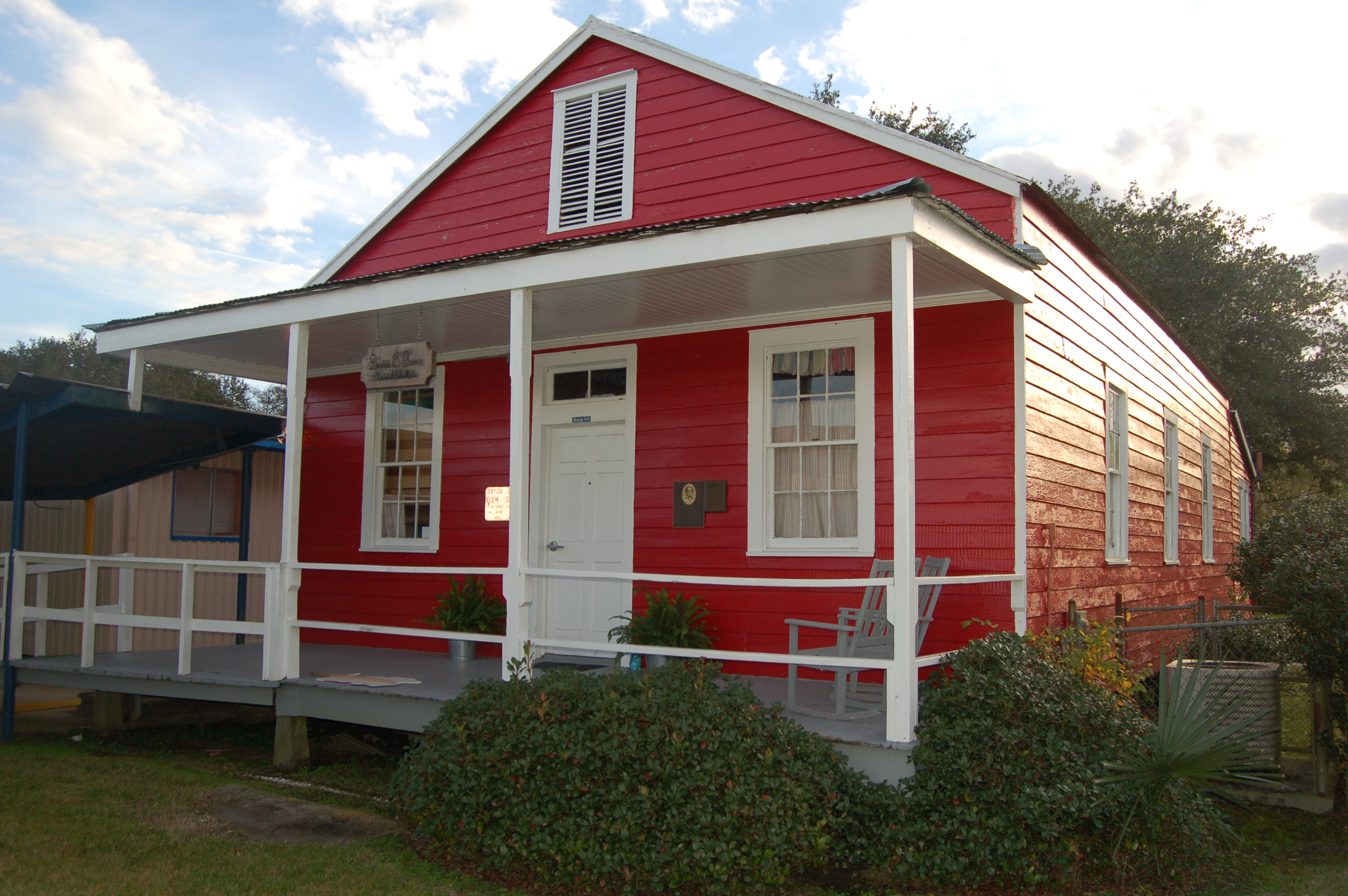
«دبستان کوچک قرمز» یک مدرسه ابتدایی در «کریمر»

کریمر (به انگلیسی: Kraemer) یک منطقهٔ مسکونی در ایالات متحده آمریکا است که در لوئیزیانا واقع شده‌است. کریمر ۹۳۴ نفر جمعیت دارد و ۰٫۹۱ متر بالاتر از سطح دریا واقع شده‌است.